# Selena Gomez
 Der er for få eller ingen kildehenvisninger i denne artikel, hvilket er et problem. Du kan hjælpe ved at angive troværdige kilder til de påstande, som fremføres i artiklen.

Selena Marie Gomez (født 22. juli 1992) er en amerikansk skuespiller og sanger. 
Hun er bedst kendt for rollen som Alex Russo i Disney Channel-serien Magi på Waverly Place. Hun har været med i flere Disney Channel-film, bl.a. Projekt Prinsesse og Magi på Waverly Place – The Movie. I 2008 skrev hun kontrakt med Hollywood Records, og i sommeren 2009 udgav hun og hendes band Selena Gomez & The Scene deres debutalbum Kiss & Tell. Første single "Falling Down" handler om, hvordan nogle kendte opfører sig foran kameraerne. Hun begyndte sin skuespillerkarriere i børne-TV-serien Barney & Friends.
Gomez blev løst fra sin pladekontrakt med Hollywood Records efter afslutningen på hendes opsamlingsalbum For You (2014). Hun skrev efterfølgende kontrakt med Interscope Records for at fortsætte arbejdet på sit soloalbum Revival (2015), der nåede toppen af hitlisterne i USA, bl.a. med singlerne "Good For You," "Same Old Love," og "Hands To Myself."
I oktober 2015 afslørede Gomez i et interview med Billboard, at hun led af sygdommen lupus, og at hun havde været i kemoterapi for at behandle denne, hvorfor hun i 2013-2014 aflyste flere koncerter, bl.a. i Australien, Japan og Kina.

## Opvækst
Selena Marie Gomez  voksede op i Grand Prairie, Texas. Faderen, Richardo Joel Gomez, er fra Mexico mens moderen, Amanda Dawn "Mandy" Cornett, er adopteret og af halv italiensk afstamning. Gomez er opkaldt efter tejano-sangerinden Selena.
Gomez har om sine spanske aner udtalt, at "Min familie holder da quinceaneras, og vi spiser nadver i kirken. Vi gør alt, hvad der er katolsk, men vi har ikke rigtig har noget traditionel bortset fra, at gå i parken og grille om søndagen, når vi har været i kirke." Gomez' forældre blev skilt, da hun var fem år gammel, og hun boede derefter sammen med sin mor. Gomez har to halvsøskende: Gracie Elliot Teefey, som er datter af Amanda og hendes anden mand Brian Teefey, og Victoria Gomez, som er datter af Ricardo og hans kone Sara. Gomez modtog sit high school-diplom som et resultat af hjemmeundervisning i maj 2010.
Da Selena blev født, var hendes mor seksten år. Familien havde økonomiske problemer i løbet af Selenas barndom, og hendes mor kæmpede for at give Selena en god og tryg barndom. På et tidspunkt mindes Gomez at de to måtte søge efter småmønter bare for at få benzin til deres bil. Hendes mor mindedes senere, at de to ofte gik til deres lokale 1-dollar-butik for at købe spaghetti til middag. Gomez udtalte: "Jeg var frustreret over at mine forældre ikke var sammen, og jeg så aldrig lyset for enden af tunnelen, hvor min mor arbejdede hårdt for at give mig et bedre liv. Jeg er bange for, hvad jeg ville være blevet hvis jeg var blevet [i Texas]." Hun tilføjede senere, at "(Min mor) var virkelig stærk omkring mig. At få mig som mig 16-årig har været et stort ansvar. Hun opgav alt for mig, havde tre jobs, støttede mig og ofrede sit liv for mig." Hendes bedsteforældre tog sig af Selena mens hendes forældre afsluttede deres skolegang, indtil hun fandt succes i underholdningsbranchen.

## Karriere

### Tidligt arbejde
Selena begyndte sin skuespilkarriere i en alder af syv år, hvor hun på sin fødselsdag deltog i en åben casting sammen med tusinder af andre børn om en rolle i børnefjernsyns-serien Barney & Friends. Hun blev castet som en tilbagevendende karakter ved navn Gianna i sæson syv og otte. Selena var med i nationale reklamer for flere selskaber, heriblandt Wal-Mart, Hasbro og TGI Friday's. I 2003 blev hun castet til filmen Spy Kids 3D til en lille rolle. Hun var med i tv-filmen Walker, Texas Ranger: Trial By Fire. Samme år fik hun hovedrollen som Emily Grace Garcia sammen med Lewis Perry i filmen Brain Zapped. Det var hendes første store rolle i en film.

### 2004-2006
I 2004 blev Selena opdaget af Disney ved en verdensomspændende casting. Tre uger efter auditions i Dallas, Texas (Selenas hjemby) blev hun inviteret til at møde Disney Channels programchefer i Los Angeles. Hun blev herefter castet som en gæstestjerne i anden sæson af Disney Channel-serien Zack og Cody’s Søde Hotel Liv, som Gwen, i afsnittet A Midsummer's Nightmare. Efterfølgende var hun med i to afsnit i anden sæson af Disney Channel-serien Hannah Montana som Hannah Montanas rival Mikayla. Hun deltog i to pilotafsnit, dels en spin-off af Zack og Codys Søde Hotelliv Arwin! og dels What's Stevie Thinking, en spin-off af Disney Channel-serien Lizzie McGuire, men de blev ikke efterfølgende udvalgt af Disnye.

### 2007-
I 2007 blev Selena som 15-årig castet til rollen som Alex Russo, det gavtyveagtige mellemste barn i Disney Channel-serien Magi på Waverly Place. Serien havde premiere i oktober 2007 på Disney Channel i USA. På grund af den succes serien fik, blev der lavet flere efterfølgende sæsoner.
I 2008 var Gomez involveret i to film: Hun lagde sammen med Samantha Droke stemme til borgmesterens 96 døtre i animationsfilmen Horton og Støvfolket Hvem og var med i en efterfølger til A Cinderella Story kaldt Another Cinderella Story. Samme år blev hun castet som Carter, en usikker drengepige i den kommende Disney Channel-film, Princess Protection Program sammen med sin ven, Demi Lovato.
Gomez var med i miniserien Disney Channel Games i den tredje omgang af showet. Derefter var hun vært på den anden omgang af Studio DC: Almost Live, en 30 minutters varietéforestilling med Muppets samt forskellige Disney Channel-stjerner. Hun var også med i Jonas Brothers: Living the Dream og musikvideoen burning up.
I 2009 udkom den første plade fra Gomez' band Selena Gomez & The Scene under navnet "Kiss & Tell." Efterfølgende blev pladerne "A Year Without Rain" (2010) og "When The Sun Goes Down." (2011) udgivet. Gomez udgav i 2013 et soloalbum under navnet "Stars Dance" og efterfølgende "Revival" i 2015.

## Selenators
Gomez' fans bliver ofte omtalt som "Selenators".

## Filmografi

### Film
| År   | Titel                               | Rolle                                 | Noter |
| ---- | ----------------------------------- | ------------------------------------- | --- |
| 2003 | Spy Kids 3-D: Game Over             | Waterpark Girl                        | Mindre rolle                                                                                                  |
| 2005 | Walker, Texas Ranger: Trial by Fire | Julie                                 | Tv-film |
| 2008 | Another Cinderella Story            | Mary Santiago                         | Direkte-til-video Hovedrolle                                                                                  |
| 2008 | Horton Hears a Who!                 | Helga                                 | Stemme |
| 2009 | Princess Protection Program         | Carter Mason                          | Disney Channel Original Movie Hovedrolle                                                                      |
| 2009 | Wizards of Waverly Place: The Movie | Alex Russo                            | Disney Channel Original Movie Hovedrolle                                                                      |
| 2009 | Arthur og Maltazars hævn            | Prinsesse Selenia                     | Stemme Erstattede Madonna                                                                                     |
| 2009 | Arthur 3 - De to verdener           | Prinsesse Selenia                     | Stemme |
| 2010 | Ramona and Beezus                   | Beatrice Beezus Quimby                | Hovedrolle |
| 2011 | Monte Carlo                         | Grace Bennett/Cordelia Winthrop Scott | Hovedrolle |
| 2011 | The Muppets                         | Hende selv                            | Gæsteoptræden                                                                                                 |
| 2012 | Hotel Transylvania                  | Mavis                                 | Stemme |
| 2013 | Spring Breakers                     | Faith                                 | Hovedrolle |
| 2013 | Aftershock                          | Lisa                                  | Cameo |
| 2013 | Getaway                             | The kid                               | Hovedrolle. Gomez blev ved Den 34. Razzie-Uddeling nomineret til "Værste skuespillerinde" for sin præstation. |
| 2014 | Behaving badly                      | Nina Pennington                       | |
| 2014 | Rudderless                          | Kate Ann Lucas                        | |
| 2015 | Unity                               | Fortæller                             | Dokumentar |
| 2015 | Hotel Transylvania 2                | Mavis                                 | Hovedrolle, stemme                                                                                            |
| 2015 | The Big Short                       | Hende selv                            | Gæsteoptræden                                                                                                 |
| 2016 | The Fundamentals of Caring          | Dot                                   | |
| 2016 | Neighbors 2: Sorority Rising        | Madison                               | |
| 2016 | In Dubious Battle                   | Lisa                                  | |
| 2018 | Hotel Transylvania 3                | Mavis                                 | Stemme |
| 2019 | The Dead Don't Die                  | Zoe                                   | |
| 2019 | A Rainy Day in New York             | Chan                                  | |
| 2020 | Dolittle                            | Betsy                                 | Stemme |

### Tv-serier
- Barney og Venner (2002-2004)
- Walker, Texas Ranger: Trial by Fire (2005)
- Zack & Cody's søde hotel liv (2006)
- Hannah Montana (2007)
- Magi på Waverly Place (2007-2013)
- Jonas Brothers: Living the Dream (2008)
- Studio DC: Almost Live (2008)
- Disney Channel Games (2008)
- Det søde liv til søs (2009)
- Sonny's Chance (2009)
- So Random! (2011)
- PrankStars (2011)
- The Wizards Return: Alex vs. Alex (2013)
- We Day (2014-2015)
- The Voice (2015)
- The Victoria's Secret Fashion Show (2015)
- Saturday Night Live (2016)
- Only Murders in the building (2021)

## Musik

### Albummer
- Magi på Waverly Place Soundtrack (2009)
- Kiss & Tell (2009) - Med The Scene
- A Year Without Rain (2010) - Med The Scene
- When The Sun Goes Down (2011) - Med The Scene
- Stars Dance (2013)
- For You (2014)
- Revival (2015)

### Singler
- Tell Me Something I Don't Know (2008)
- Falling Down (2009)
- Magic (2009)
- Send It On (2009) - Med Disney's Friends for Change
- Naturally (2010)
- Round & Round (2010)
- Live Like There's No Tomorrow (2010)
- A Year Without Rain (2010)
- Bang Bang Bang (2011)
- Who Says (2011)
- Love You Like a Love Song (2011)
- Hit the Lights (2012)
- Come & Get It (2013)
- The Heart Wants What It Wants (2014)
- Good For You (2015)
- Same Old Love (2015)
- Hands To Myself (2016)
- Kill Em with Kindness (2016)
- Bad Liar (2017)

### Musikvideoer
- Tell Me Something I Don't Know (2008)
- Falling Down (2009)
- Magic (2009)
- Send It On (2009) - Med Disney's Friends for Change
- Naturally (2009)
- One and the Same (2009) - Med Demi Lovato
- Round & Round (2010)
- A Year Without Rain (2010)
- Un Año Sin Lluvia (2010)
- Who Says (2011)
- Love You Like a Love Song (2011)
- Hit the Lights (2011)
- Come & Get It (2013)
- Slow Down (2013)
- The Heart Wants What It Wants (2014)
- Hands To Myself (2015)
- Good For You (2015)
- Same Old Love (2015)
- Kill Em with Kindness (2016)
- Bad Liar (2017)

### Tourner
- Selena Gomez & the Scene: Live in Concert (2009-2010)
- A Year Without Rain Tour (2010-2011)
- We Own The Night Tour (2011-2012)
- Stars Dance Tour (2013)
- Revival Tour (2016)